# Miś Yogi (film)
Miś Yogi (ang. Yogi Bear) – amerykańsko-nowozelandzki film fabularno-animowany z 2010 roku w reżyserii Erica Breviga. Film łączy technikę animacji trójwymiarowej CGI z grą prawdziwych aktorów. Film jest adaptacją popularnej kreskówki studia Hanna-Barbera pod tym samym tytułem.

## Fabuła
Ważą się losy słynnego parku Jellystone. Skorumpowany burmistrz roztrwonił miejskie pieniądze, a dziurę w budżecie i pokrycie wydatków związanych z kampanią wyborczą na stanowisko gubernatora chce załatać sprzedając za pokaźną sumkę park drwalom. Oznaczałoby to pozbawienie okolicznych mieszkańców naturalnego piękna parku i przytulnej jaskini Yogiego i Bubu.
Cała sprawa pozbawia Yogiego apetytu. Ale tylko na chwilę. Aby ratować park Yogi i Bubu postanawiają połączyć siły z człowiekiem, którego zawsze starali się unikać – strażnikiem Smithem (Thomas Cavanagh). Niespodziewanie park odwiedza Rachel Johnson (Anna Faris), dokumentalistka, która chce nakręcić w Jellystone materiał o misiach w ich naturalnym środowisku, co jest nieco absurdalne, bo Yogi i Bubu mieszkają w pełni urządzonej jaskini i mają nawet telewizor.
Wkrótce okazuje się, że piękno parku oraz wdzięk strażnika Smitha nie są obojętne Rachel, tym bardziej, że podziela ona jego botaniczne i zoologiczne zainteresowania. Sercowe zawirowania sprawiają, że Smith nie zauważa, iż jego zastępca, strażnik Jones (T.J. Miller), chce wygryźć go z posady. Tymczasem burmistrz Brown (Andrew Daly) razem ze swoim sekretarzem zajmują się realizacją swojego nikczemnego planu.

## Obsada
- Dan Aykroyd jako miś Yogi (głos)
- Justin Timberlake jako Bubu (głos)
- Thomas Cavanagh jako strażnik Smith
- Christine Taylor jako Cindy (głos)
- Anna Faris jako Rachel
- T.J. Miller jako strażnik Jones
- Andrew Daly jako burmistrz Brown
- Nate Corddry jako szef
- Dean Knowsley jako agent Florimo

## Wersja polska
Opracowanie wersji polskiej: Studio Sonica

Reżyseria: Jarosław Boberek

Dialogi: Tomasz Robaczewski

Dźwięk i montaż: Maciej Brzeziński

Organizacja produkcji: Agnieszka Kudelska

W wersji polskiej wystąpili:
- Adam Ferency – Miś Yogi
- Zbigniew Zamachowski – Bubu
- Jacek Rozenek – Strażnik Smith
- Robert Kowalski – Strażnik Jones
- Monika Kwiatkowska-Dejczer – Rachel
- Wojciech Paszkowski – Burmistrz Brown
- Waldemar Barwiński – Doradca burmistrza („pan pochlebca” - cytat z filmu)
- Tomasz Knapik – Narrator
- Ewa Czajkowska – matka z koszykiem

W pozostałych rolach:
- Magdalena Karel
- Dorota Furtak
- Agnieszka Kudelska
- Paweł Ciołkosz
- Tomasz Robaczewski
- Jan Aleksandrowicz
- Tomasz Knapik – Narrator